# Jocelyne Ouellette
Pour les articles homonymes, voir Ouellette.
Jocelyne Ouellette, née Villeneuve, le 6 avril 1944 à Hull et morte le 20 août 2015, est une femme politique et une administratrice québécoise. Élue députée de Hull en 1976 à l'Assemblée nationale du Québec sous la bannière du Parti québécois, elle est nommée en 1977 ministre des Travaux publics et de l'Approvisionnement dans le cabinet de René Lévesque, un poste qu'elle occupe jusqu'à sa défaite électorale en 1981.

## Biographie
Jocelyne Villeneuve, fille de Roland Villeneuve, commerçant et de son épouse Thérèse Desjardins, est née à Hull, en Outaouais, le 6 avril 1944.
Elle est récipiendaire, en 2005, de la Médaille de l'Assemblée nationale.

## Résultats électoraux
|                                                                                               | Nom                                      | Parti              | Nombre de voix | %      | Maj. |
| --------------------------------------------------------------------------------------------- | ---------------------------------------- | ------------------ | -------------- | ------ | ---- |
|                                                                                               | Gilles Rocheleau                         | Libéral            | 15 572         | 49,8 % | 456  |
|                                                                                               | Jocelyne Villeneuve Ouellette (sortante) | Parti québécois    | 15 116         | 48,3 % | -    |
|                                                                                               | Jos McGovern                             | Union nationale    | 263            | 0,8 %  | -    |
|                                                                                               | Gilles Bourque                           | Travailleurs       | 153            | 0,5 %  | -    |
|                                                                                               | Gilles Bégin                             | Indépendant        | 96             | 0,3 %  | -    |
|                                                                                               | Marc Bonhomme                            | Communiste ouvrier | 59             | 0,2 %  | -    |
|                                                                                               | Pierre Soublière                         | Marxiste-léniniste | 35             | 0,1 %  | -    |
| Total                                                                                         | Total                                    | Total              | 31 294         | 100 %  |      |
| Le taux de participation lors de l'élection était de 80,2 % et 530 bulletins ont été rejetés. |                                          |                    |                |        |      |

|                                                                                             | Nom                           | Parti                 | Nombre de voix | %      | Maj. |
| ------------------------------------------------------------------------------------------- | ----------------------------- | --------------------- | -------------- | ------ | ---- |
|                                                                                             | Jocelyne Villeneuve Ouellette | Parti québécois       | 12 031         | 40,6 % | 2    |
|                                                                                             | Oswald Parent (sortant)       | Libéral               | 12 029         | 40,6 % | -    |
|                                                                                             | J.-Dieudonné dit Dan Brunet   | Union nationale       | 4 193          | 14,1 % | -    |
|                                                                                             | Yvon Larocque                 | Ralliement créditiste | 1 402          | 4,7 %  | -    |
| Total                                                                                       | Total                         | Total                 | 29 655         | 100 %  |      |
| Le taux de participation lors de l'élection était de 79 % et 881 bulletins ont été rejetés. |                               |                       |                |        |      |